# Goulolo (Cailaco)
Goulolo ist ein osttimoresischer Suco im Verwaltungsamt Cailaco (Gemeinde Bobonaro).

## Geographie

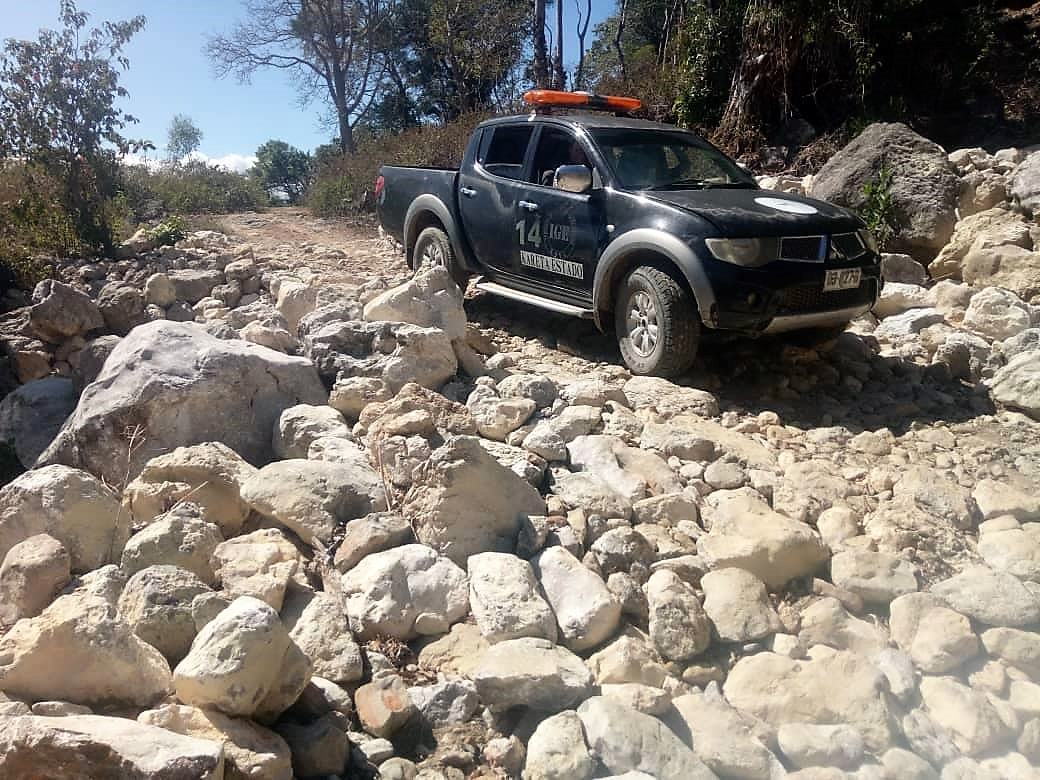
Unterwegs im Westen von Goulolo

Goulolo liegt mit seinem Hauptterritorium im Südosten des Verwaltungsamts Cailaco. Südlich liegt der Suco Atudara, westlich der Suco Meligo und nördlich der Suco Guenu Lai. Im Osten bildet der Marobo den Grenzfluss zum Verwaltungsamt Atsabe (Gemeinde Ermera) mit seinem Suco Laubono. In den Marobo fließen auch der nördliche Grenzfluss Aimera und der südliche Grenzfluss Boroulo. Außerdem gehört zu Goulolo eine Exklave im Nordwesten von Cailaco am Fluss Nunura. Sie ist umrahmt vom Suco Purugua. Westlich des Flusses liegt der Suco Atabae. Die Südgrenze der Exklave bildet der Nebenfluss Utobato und sein Zufluss Aideno.
Berge in Goulolo sind unter anderem der Foho Oholau (536 m, Lage), der Foho Suli (772 m, Lage) und der Foho Suriubu (544 m, Lage). Der Oholau und der Suli sind Teil eines Höhenzugs im Süden der Aldeia, der nach Süden steil zum Boroulo hin abstürzt. Nördlich dieser Berge entspringt ein kleiner Fluss, der durch das Zentrum von Goulolo fließt und den Suco zweiteilt, bevor er in den Aimera mündet. Der Aimera selbst entsteht aus vier Zuflüssen im Westen von Goulolo und bildet hier die Grenze der Aldeia Ilat-Bote zu ihren östlichen Nachbarn. Der südlichste Quellfluss entspringt im Nachbar-Suco Atudara. Der Danau Tapakora (Lage) und der Danau Lagarbesi (Lage) sind zwei von mehreren kleinen Seen in Goulolo.
Goulolo hat eine Fläche von 15,74 km². Die Exklave bildet die Aldeia Suri-Ubu (Suriuba). Laut dem Diploma Ministerial n.° 199/09 teilt sich das Hauptterritorium zudem in die Aldeias Ilat-Bote, Malilia und Poetete. Diese werden in der Tabelle vom Atlas der Gemeinde Bobonaro (2019) auch aufgeführt, auf der Landkarte fehlt aber Poetete. Landkarten von 2008 markieren im Osten zwei nahe nebeneinander liegende Siedlungen mit den Namen Poetete und Malilia.
Im äußersten Westen liegt das Dorf Poerema. Das Gebiet gehörte bis 2015 noch zum Suco Meligo. An einem Steilhang oberhalb des Boroulo befindet sich östlich des Foho Oholau die kleine Siedlung Mubaa. Suriubu Turema (Turema) ist das Dorf in der Exklave im Norden Cailacos. Bis 2015 war es Teil des Sucos Purugua. Der Ort Suriubu liegt im Zentrum von Goulolo, nahe dem Danau Tapakora. Die große Siedlung im Zentrum von Goulolo trägt auf Landkarten unterschiedliche Namen. Auf den Karten von 2008 wird sie als zwei getrennte Siedlungen mit Namen Aitasiabe und Pasarema markiert. Auf der Karte aus dem Atlas von 2019 sind die Siedlungen zusammengewachsen. Hier befindet sich ein Wassertank, der den Ortsnamen Nunubuti trägt. Weitere Siedlungen liegen weiter westlich.
Poetete ist der Hauptort des Sucos, in dem sich dessen Sitz befindet. Poetete, Poerema und Suriubu Turema verfügen jeweils Grundschulen. Außerdem gibt es in Poetete eine medizinische Station und eine Kirche. Das Hauptterritorium des Sucos ist nur schlecht an die Außenwelt angeschlossen. Für die Parlamentswahlen in Osttimor 2007 mussten die Wahlurnen per Hubschrauber zum Wahllokal im Sitz des Sucos gebracht und abgeholt werden. Durch die Exklave im Norden führt die Überlandstraße von Maliana nach Hatolia Vila.

## Einwohner
Im Suco leben 921 Einwohner (2022), davon sind 470 Männer und 451 Frauen. Im Suco gibt es 264 Haushalte. Über 95 % der Einwohner geben Kemak als ihre Muttersprache an. Kleine Minderheiten sprechen Bunak oder Habun.

## Politik
Bei den Wahlen von 2004/2005 wurde Tito da Cruz zum Chefe de Suco gewählt. Bei den Wahlen 2009 gewann Faustino Mau Bere und 2016 Tiago Laca Mali. Mali wurde in den Wahlen 2023 in seinem Amt bestätigt.